# Fundación Juan Bautista Gutiérrez
La Fundación Juan Bautista Gutiérrez es una entidad filantrópica guatemalteca que pertenece a la https://somoscmi.com/es/ , una de las corporaciones más grandes de ese país centroamericano.  La Fundación fue establecida en 1974 y desde entonces ha ayudado a paliar varias crisis nacionales como el terremoto de 1976, el huracán Mitch en 1998 y la crisis hospitalaria de 2015.

## Reseña histórica

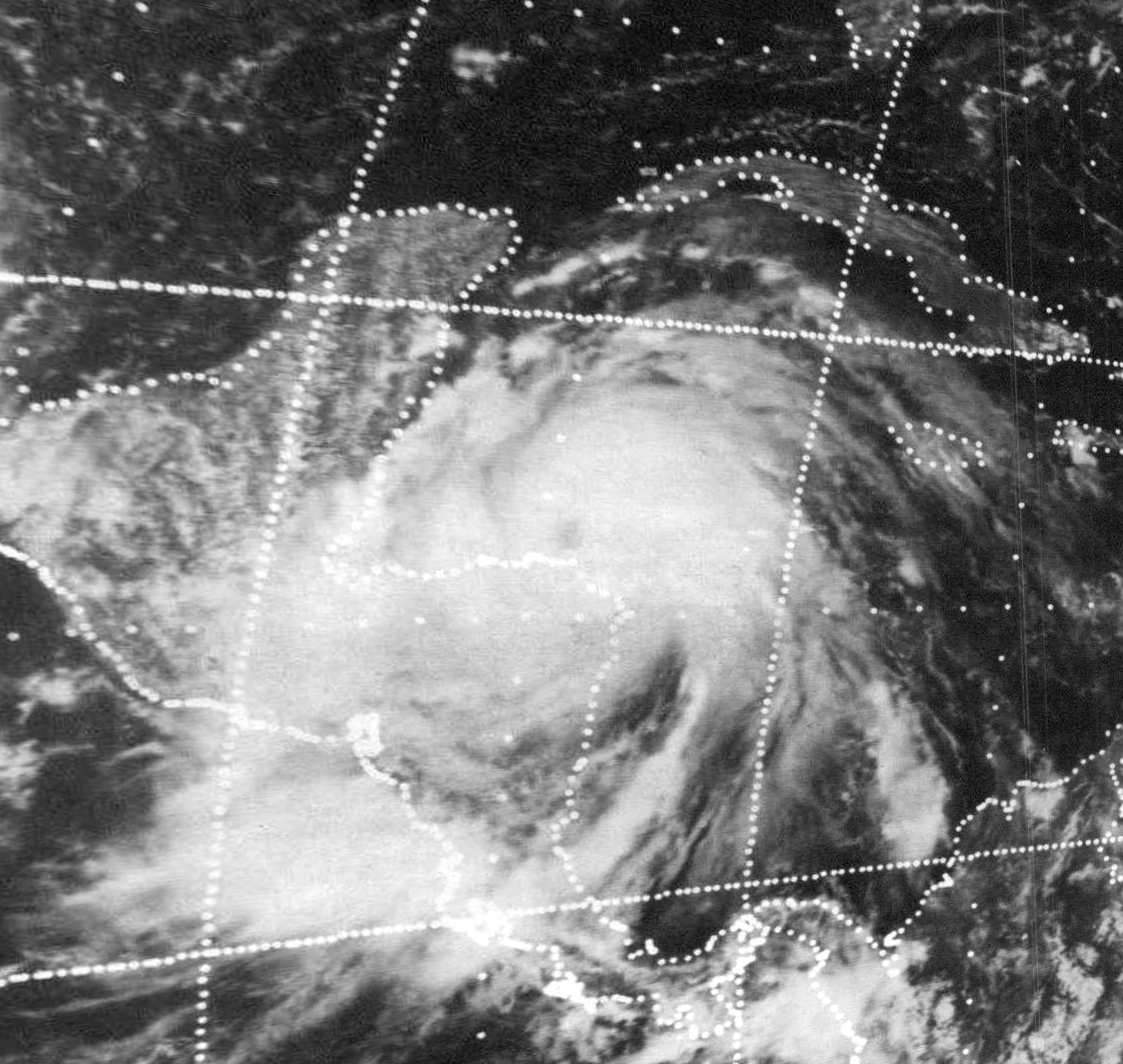
Huracán Fifi-Orlene al momento de tocar tierra en Honduras y Guatemala en 1974.

El 3 de octubre de 1974 fallecieron los empresarios guatemaltecos Dionisio Gutiérrez y Alfonso Bosch cuando iban en una avioneta a apoyar a las víctimas del huracán Fifi-Orlene en Honduras; la avioneta llevaba un cargamento con medicinas que habían sido recolectadas por el Club Rotario de Guatemala pero se estrelló por las condiciones climáticas y la carga cerca de la aldea Las Nubes.  Los descendientes de los fallecidos, propietarios de empresas como Pollo Campero, Avícola Villalobos y Empacadora Toledo crearon la Fundación «Juan Bautista Gutiérrez» para centralizar una serie de proyectos sociales que habían llevado a cabo desde hacía varios años.

### Terremoto del 4 de febrero de 1976
El 4 de febrero de 1976 un terremoto de magnitud de 7.5 grados que sacudió a Guatemala destruyó un tercio de la Ciudad e Guatemala y poblados enteros quedaron reducidos a escombros. Aproximadamente veintitrés mil personas fallecieron, setenta y seis mil resultaron heridos y hubo más de un millón de damnificados.
Tras el terremoto de Guatemala de 1976 la Fundación se hizo cargo de la reconstrucción de la escuela del municipio de San Cristóbal Totonicapán, a la que los pobladores bautizaron con el nombre de Escuela «Juan Bautista Gutiérrez»; de hecho, la Fundación ha estado activa en el funcionamiento de la escuela desde entonces.

### Huracán Mitch

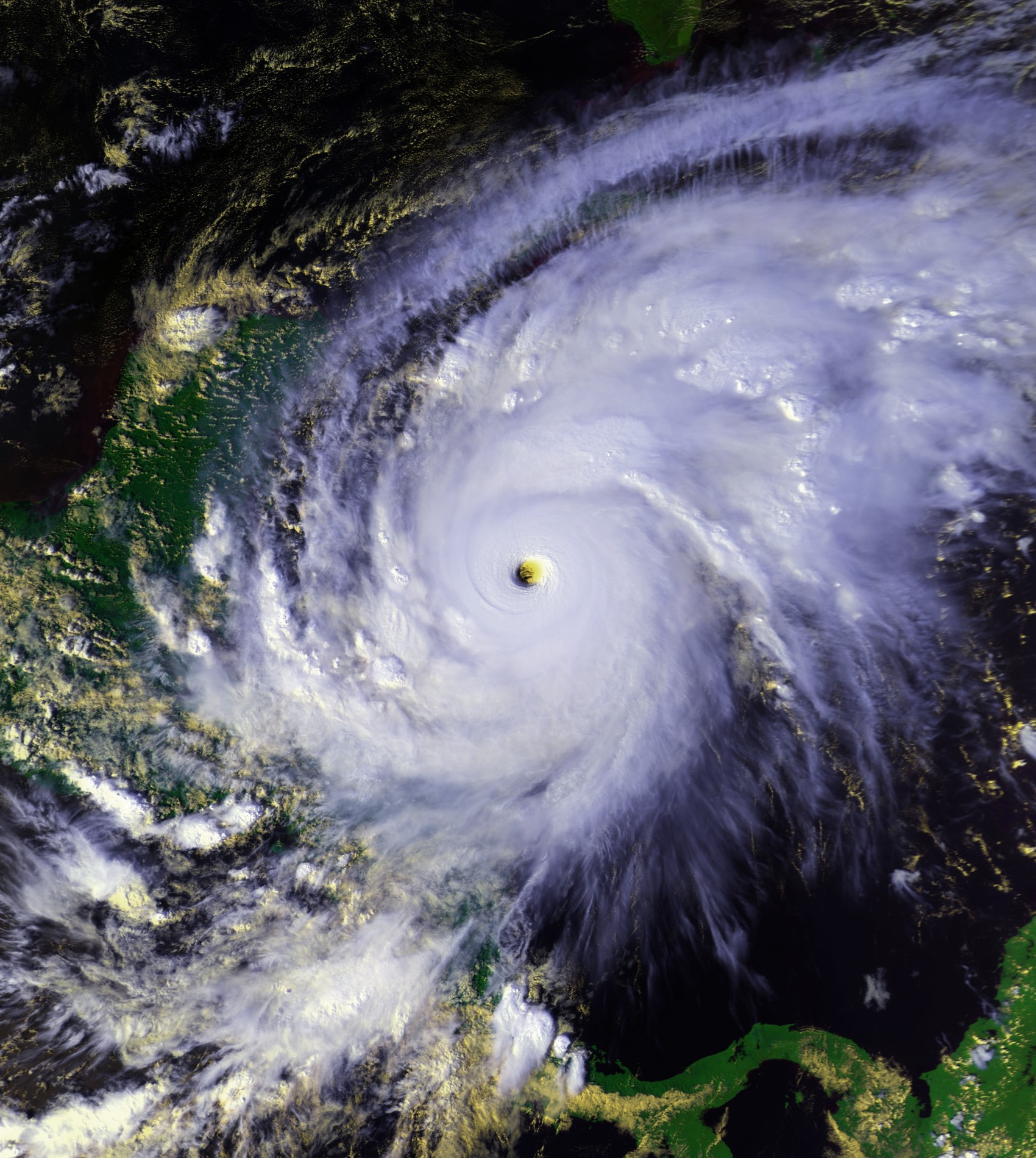
Huracán Mitch el 26 de octubre de 1998, cerca de su máxima intensidad.

Al igual que en el resto de Centroamérica, el huracán Mitch provocó fuertes lluvias que causaron deslizamientos de tierra y graves inundaciones, las cuales destruyeron seis mil casas y dañaron otras veinte mil, obligando la evacuación de  más de cien mil personas; además, las inundaciones causaron severos daños a los cultivos mientras que los deslizamientos destruyeron tierra cultivable a lo largo de todo el país. La infraestructura de transporte también quedó dañada, pues se destruyeron o dañaron 1 350 km de carreteras. En total, el huracán provocó doscientas sesenta y ocho muertes en Guatemala.
Para ayudar a las víctimas del huracán, la Fundación Juan Bautista Gutiérrez proporcionó ochenta mil bolsas de alimentos en Guatemala, y treinta mil en Honduras.

### Hambruna en Camotán y Jocotán
El 3 de agosto de 2001 la municipalidad de Jocotán declaró «alerta amarilla» en el municipio al tener conocimiento de la situación que vivían las comunidades del área rural de Corredor Seco. Los factores desencadenantes de esta situación fueron, por un lado la disminución de la lluvia, y por otro la falta de ingresos por jornales agrícolas; esto provocó una situación de inseguridad alimentaria nutricional que se evidenció por el aumento de niñas, niños y mujeres desnutridas. El gobierno del presidente Alfonso Portillo decretó estado de calamidad pública para movilizar ayuda internacional; oficialmente se reconocieron cuarenta y ocho víctimas mortales, pero hubo rumores de una cifra mucho mayor.
Los principales municipios afectados fueron Camotán y Jocotán; como respuesta, el plan de calamidad pública autorizó el envío de mil seiscientas toneladas de alimentos a los cien municipios afectados por la hambruna y pedir ayuda al Banco Interamericano de Desarrollo, a los Estados Unidos, a las empresas nacionales y a la Cruz Roja Internacional.  La Fundación «Juan Bautista Gutiérrez» colaboró porporcionando más de cien toneladas de alimentos.

### Crisis hospitalaria de 2015
El 27 de mayo de 2015, en medio de la aguda crisis administrativa y política originada por los casos de corrupción de «La Línea» y de «IGSS-Pisa» que descubrió la Comisión Internacional contra la Impunidad en Guatemala, se hizo evidente el déficit que afectaba a los hospitales nacionales y que impedía la adquisición de alimentos, medicamentos, pago de servicios y adquisición de material quirúrgico.
El presupuesto necesario para el funcionamiento adecuado de los hospitales era de cuatrocientos ochenta y tres millones de quetzales, pero que el presupuesto asignado por el Ministerio de Salud Pública y Asistencia Social de Guatemala para 2015 fue de únicamente dosciento ochenta y dos millones de quetzales; además, indicaron que era urgente que el Ministerio de Salud pagara la deuda de ciento treinta y tres millones de 2014, la cual aumentaba el déficit al 54%.
Para ayudar a paliar esta situación, la Fundación donó un millón de quetzales para la operación de los hospitales guatemaltecos.

## Programas educativos
La Fundación mantiene varios programas educativos, entre los que destacan:

### «El educador del nuevo siglo»
A partir de 2003 la Fundación ha capacitado a miles de profesores guatemaltecos de instituciones educativas públicas y privadas.  Los maestros son entrenados en conceptos pedagógicos nuevos, actitudes distintas hacia su trabajo y modelos educativos que utilizan la tecnología moderna. También realizar actividades sociales para que la capacitación no sea solamente magistral.

### «Apoyando a Quienes Apoyan»
Este programa se inició en 2002 y reconoce a las organizaciones no lucrativas que intentan mejorar las condiciones de salud y educación de las áreas rurales en Guatemala.

### Programa de becas para estudios universitarios
Este programa de becas está avalado por la Secretaría General de Planificación Económica de Guatemala
y que otorga becas a estudiantes de diversificado para continuar en las universidades privadas en Guatemala.

## Apoyo a instituciones

### Instituciones educativas
- Centro de Formación de Artesanos de Rabinal: capacita a jóvenes de ambos sexos en corte y confección, carpintería, herrería, sastería y electricidad en el municipio de Rabinal en el departamento de Baja Verapaz.
- Palín Completo Unidos por la Escuela: apadrinó la remodelación de las escuelas Oficial Urbana Mixta «José Domingo Guzmán» y Oficial Rural Mixta «Aldea La Peliquera» en el municipio de Palín en el departamento de Escuintla.[14]

### Instituciones de salud
- Actualización de la unidad pediátrica de cuidados intensivos del Hospital Roosevelt
- Centro de Salud «Juan Bautista Gutiérrez» en San Cristóbal Totonicapán: proporcionó equipo médico y de transporte y estableció convenio para apoyo de la Unidad Cardiovascular.[14]